# Чон Баль
Чон Баль (кор. 정발; 1533, Йончхон — 25 мая 1592, Пусан) — корейский военный деятель, командир гарнизона Пусанджин. Погиб во время обороны Пусана в ходе Имдинской войны. Прозвище — Чаго, псевдоним — Пэгун, посмертное имя — Чхунджан.

## Биография
Чон Баль родился в 1533 году в аристократической семье из уезда Йончхон. В 1579 году он сдал государственные экзамены на должность военного чиновника.
Накануне японского вторжения в Корею Чон Баль занимал должность капитана флота, командира гарнизона Пусанджинсон. 23 мая 1592 года, находясь на охоте на острове Чольон в Пусанском заливе, он обнаружил японский флот. Корабли противника двигались в направлении Пусана, поэтому Чон Баль быстро вернулся в крепость и объявил военную тревогу. Вечером 23 мая японский командир Со Ёситоси предложил командиру гарнизона сдаться, но тот отказался. Ночью 25 мая японцы повторно направили обращение, но получили такой же ответ. Утром начался штурм Пусана, во время которого Чон Баль руководил обороной. Бой длился несколько часов и закончился разгромом корейцев. 60-летний командир погиб, защищаясь. Рядом с ним нашли тело его 18-летней наложницы Эхян.

## Память о Чон Бале
С 1624 года Чон Баля почитают как божество в святилище Чхуннёльса в Пусане верных героев. В память о покойном в Пусане на центральном проспекте установлен бронзовый памятник. В честь Чон Баля назван проспект у порту Пусан в Пусане — Чхунджан-тэро (буквально «Проспект Чхунджана»).